# Anolis purpuronectes
Anolis purpuronectes — вид ігуаноподібних ящірок родини анолісових (Dactyloidae). Ендемік Мексики.

## Поширення і екологія
Anolis purpuronectes мешкають на півдні Веракрусу та в Оахаці. Вони живуть в тропічних лісах, ведуть напівводний спосіб життя.